# Suster Bertken
Suster (ou Sœur) Bertken, aussi Berta Jacobs ou Berta Jacobsdr., née vers 1426 à Utrecht et y décédée le 25 juin 1514, est une recluse  des Pays-Bas septentrionaux et, comme poétesse et prosatrice, auteur d'œuvres de dévotion et de quelques chansons. 

## Biographie
À un moment entre le 26 juin 1426 et le 25 juin 1427, Sœur Bertken naquit bâtarde.  Son père Jacob van Lichtenberg, qui mourut le 2 septembre 1449, était issu d'une célèbre lignée et avait été chanoine du chapitre cathédral et prévôt de l'église collégiale de Saint-Pierre d'Utrecht.  En sa qualité de prévôt, il n'avait eu au-dessus de lui que l'évêque.  À la fin du Moyen Âge, il n'était pas exceptionnel pour un chanoine d'avoir des enfants, et il est fort possible que Bertken ait été élevée par ses parents.  Son père avait au moins encore un autre enfant : un fils, Alfer.  De la vie d'ermite de Bertken, rien n'est connu, mais ses écrits indiquent qu'elle reçut une éducation exemplaire. 
Avant de se faire recluse, Sœur Bertken devait avoir ressentie une vocation qui l'avait secouée ; alors, elle se réveilla, après avoir dormi longtemps dans le péché au lieu de veiller et de prier avec Jésus.  Ces péchés n'avaient sans doute pas été d'une grande importance, vu la propension des convertis dévots à peindre une image aussi sombre que possible de leur vie antérieure.  Sur sa vie, Bertken ne raconte peu de faits plus graves que d'avoir trop souvent recherché dans ce monde l'autosatisfaction, de s'en être vantée, d'avoir suivi sa propre volonté et de s'être comportée de façon souvent opiniâtre et inflexible envers ses parents.  Ayant ouvert les yeux, elle se voyait dans toute sa perversité.

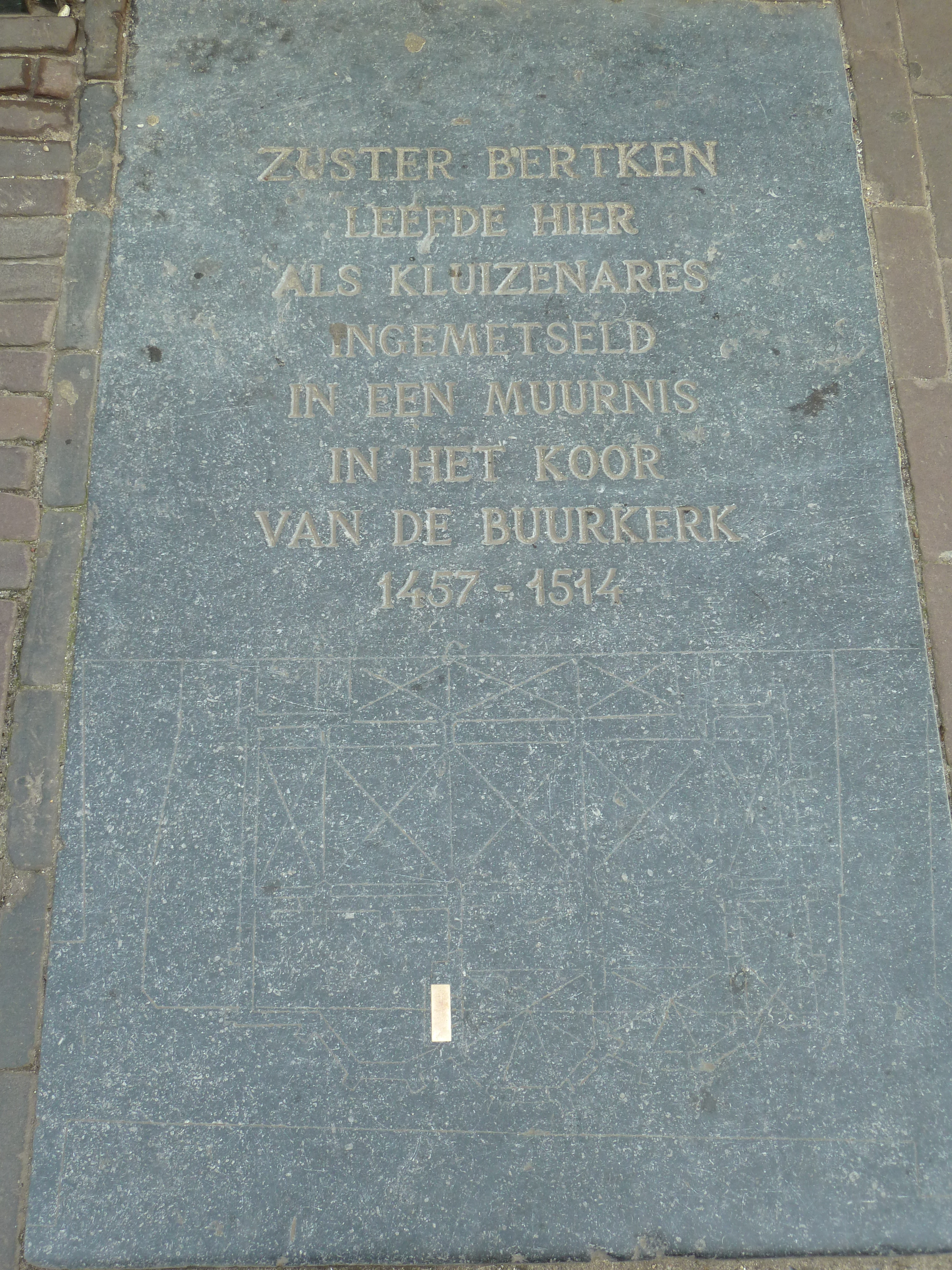
Plaque commémorative de Suster Bertken dans la rue Choor à Utrecht.

Lorsque Bertken avait environ trente ans, elle se fit recluser, demeurant célibataire.  Elle habitait une cellule, construite contre l'église dite Buur (ou « des voisins, des bourgeois »), d'où elle pouvait suivre les cérémonies religieuses dans l'église.  On ne sait pas si elle s'était préparée à une vie d'ermite en se retirant quelques années dans un monastère, comme c'était la coutume.  Bertken vendit la rente viagère qu'elle avait achetée de l'église dite Buur en 1449 (selon toute vraisemblance avec l'argent de son père, mort en cette année-là) et investit le montant de la recette dans la construction d'un reclusoir près du chœur de l'église dite Buur, qui est la plus ancienne église paroissiale d'Utrecht.  Après avoir obtenu l'autorisation de l'évêque David de Bourgogne, elle y fut reclusée à un certain moment entre le 26 juin 1456 et le 25 juin 1457 et y vécut 57 ans dans la solitude relative de son reclusoir au centre-ville, jusqu'à ce qu'elle mourut à l'âge vénérable de 87 ans.  À l'endroit où aurait été situé son reclusoir, actuellement un trottoir de la rue Choor à Utrecht, une plaque commémorative fut encastrée le 4 septembre 1990. 
La plupart des informations concernant la vie de Bertken proviennent d'un document officiel, rédigé à sa mort, dont l'original est perdu.  Cet original avait été enfermé dans une bouteille mise dans la bière de Bertken.  Un double en moyen néerlandais est enregistré dans une copie de la Légende dorée, appartenant au monastère des régulières d'Utrecht, à l'Oude Gracht.  Les régulières ajoutèrent l'histoire de Bertken à leur collection d'hagiographies.  Il y avait un lien entre Bertken et les régulières : la prieure de ce monastère a toujours gardé la clef du reclusoir de Bertken.  Selon la notice nécrologique, Bertken pratiquait une forme d'ascétisme plus sévère que de coutume dans son reclusoir.  L'acte dit qu'elle ne mangeait jamais de viande ni de produits laitiers et qu'elle se vêtait d'une robe de poils rugueux sur sa chair nue.  Elle allait toujours nu-pieds et le feu ne brûlait jamais dans son reclusoir.  Il ne peut être exclu qu'il y ait une certaine exagération hagiographique, mais il est clair que le mode de vie de Bertken impressionnait profondément son entourage.  Quand elle mourut, la cloche de la cathédrale sonna deux fois, comme pour le haut clergé.  Le reclusoir de Bertken devint son propre caveau. 
Encore en 2010, l'existence d'ermite de Bertken a inspiré Rob Zuidam à composer un opéra, Suster Bertken.

## Œuvre

### Remarques générales
Sœur Bertken est l'une des rares femmes de la fin du Moyen Âge à avoir trouvé une place dans l'histoire des lettres néerlandaises : elle écrivit un nombre de textes en langue vernaculaire qui appartiennent désormais au canon littéraire. Hormis huit chansons, elle produisit une vision de Noël et un livre de la Passion, textes où elle exprime sa dévotion personnelle.  Après sa mort, trois imprimeurs ont fait sortir ses ouvrages des presses : son livre de la Passion et le recueil contenant le reste de ses œuvres ont été imprimés au moins cinq fois entre 1516 et 1520, ce qui prouve que l'œuvre de Bertken devait avoir connu une grande popularité ; en particulier le livre de la Passion eut un succès considérable.
L'œuvre littéraire de cette « incluse » se limite donc à deux bouquins parus deux ans après sa mort chez Jan Berntsz. à Utrecht.  Peut-être s'agit-il de réimpressions d'éditions originales n'ayant pas encore fait surface, dont des rééditions sortiront, peu après, des presses de Jan Seversz. à Leyde en Hollande et chez Willem Vorsterman à Anvers en Brabant,.  

### La Passion du Christ
Le premier livre est intitulé Hier begint een seer devoet boecxken van die passie ons liefs heeren Jhesu Christi tracterende (Ici commence un livre très pieux traitant de la Passion de notre doux Seigneur Jésus-Christ).  Le contenu de cet ouvrage a d'abord été caractérisé comme un cycle constitué d'une prière introductive exhortant à la dévotion, huit Heures de la Croix et un exercice final, mais une enquête ultérieure a conduit à la conclusion que, sans doute, il s'agit ici d'une introduction complète, suivie des sept Heures et d'une prière à la fin.  Quoi qu'il en soit, on peut supposer que ce « livre de Passion » avait été, pour Sœur Bertken, un guide pendant ses prières  et méditations quotidiennes ; d'après les derniers mots de ce texte, elle avait pris l'habitude de se consacrer avec dévouement à son amour passionné pour Notre Seigneur.  L'exercice est donc structuré autour des sept Heures : les moments fixés pour les prières quotidiennes dans les monastères.  Cette structure permet de réfléchir sur les événements de la Passion aux moments où ils auraient eu lieu selon les évangiles.  Le texte se compose de prières méditatives dans lesquelles est racontée l'histoire de la souffrance de Jésus, entrecoupée de prières contemplatives sur les insuffisances et les défauts de l'homme, ainsi que sur l'attente de l'union glorieuse avec le Christ, l'Époux.

### Le second ouvrage
Le deuxième livre de Berta Jacobs, dont le titre la mentionne explicitement comme auteur, est d'une nature tout à fait différente.  Dans cette édition figurent, sauf quelques prières, huit « chansons » qui la font connaître en tant que poétesse mystique.  Un morceau en prose de cet ouvrage, le Suverlic tractaet vander kersnacht ende gheboerten ons Heeren (Narration véridique de la nuit de Noël et de la naissance de Notre Seigneur), démontre la relation avec la doctrine de l'écrit anonyme De Evangelische Peerle (La Perle évangélique) et avec le mysticisme d'Hadewych et de Ruusbroec.  
À l'instar de certains autres écrits médiévaux sur la naissance du Christ, le « traité » de Sœur Bertken s'appuie sur des éléments épiques de la révélation de Noël de la sainte Brigitte de Suède.  Il est remarquable que Sœur Bertken traite séparément du sort de Marie et de celui de Joseph.
Avant d'entamer la seconde et plus courte partie, où Bertken se penche sur l'expérience de Joseph, qui était absent à la naissance, cet ouvrage commence par quelques courtes prières, suivies du « traité » de Noël, où Bertken raconte l'histoire de la naissance de Jésus, largement du point de vue de la Vierge Marie.  Elle semble avoir vécu très intensément les événements entourant la naissance de Jésus ; l'expérience de Marie est décrite comme une extase mystique.  Après avoir été absorbée par le désir de Dieu, Marie atteint un état extatique pour finalement subir l'expérience de l'union mystique complète.  C'est au moment où l'on atteint ce point culminant que l'enfant est né de Dieu comme « en un éclair », sans blesser sa mère.  Ensuite, Marie descend vers la réalité terrestre en trois étapes : réveillée par un petit cri de son enfant, elle le serre contre sa poitrine.  Grâce à la structure solide et aux termes mystiques, ce traité doit être considéré comme l'apogée de l'œuvre de Bertken.  L’Innighe sprake (L'Entretien intime) est un dialogue entre le Christ et l'âme aimante, et est inspiré du Cantique des Cantiques.  L'âme aspire à l'union avec l'Époux.  Après l'avoir trouvé et s'étant donnée entièrement à Lui, elle peut procéder à l'union.  Le texte prend alors une tournure inattendue : il lui montre sa souffrance sur la croix.  Dès ce moment, elle doit l'imiter dans son amour et dans sa souffrance, jusqu'à ce qu'elle meure, après quoi elle sera glorifiée dans Son royaume, avec Lui.  En mettant l'accent sur la souffrance, autant dans ce texte que dans le livre sur la Passion, Bertken rapproche sa spiritualité davantage de la dévotion moderne, un mouvement de réforme de la fin du XIVe siècle, engendré par la prédication de Gérard Groote, qui connut un essor considérable au XVe siècle. 
Le livre se termine par huit chansons : la plupart d'entre elles rendent à Bertken sa place dans le canon littéraire.  Dans l'une des plus célèbres, Die werelt hielt mi in haer gewout, Bertken se manifeste en tant que chantre de sa lutte avec le monde.  Le contraste entre la tentation du plaisir mondain, trompeur et éphémère, et la joie céleste éternelle est un des thèmes constants dans les milieux de la dévotion moderne.  Bertken doit être compté parmi les représentants de ce mouvement et sa chanson doit être entendue dans ce contexte particulier.

### Sources
- (nl) DE JONG, Martien Jacobus Gerardus.  « Bertken, Suster », De Nederlandse en Vlaamse auteurs van middeleeuwen tot heden met inbegrip van de Friese auteurs (réd. Gerrit Jan VAN BORK et Pieter Jozias VERKRUIJSSE), Weesp, De Haan, 1985, p. 71-72.
- (nl) KALFF, Gerrit. Geschiedenis der Nederlandsche letterkunde. Deel 2, Groningue, J.B. Wolters, 1907, p. 260.
- (nl) VAN AELST, José.  « Zuster Jacobsdr., Berta », Digitaal Vrouwenlexicon van Nederland, [En ligne], réf. du 22 février 2011, [www.inghist.nl].
- (nl) VAN AELST, José, Fons VAN BUUREN et Annemeike TAN.  Mi quam een schoon geluit in mijn oren: het werk van Suster Bertken, Hilversum, Éd. Verloren, 2007, p. 33.
- (nl) VAN BUUREN, A.M.J.  « Kerk en wereld in de middeleeuwse literatuur », Utrecht tussen kerk en staat (réd. René Ernst Victor STUIP et C. VELLEKOOP), Hilversum, Éd. Verloren, 1991, p. 254.
- (en) VAN NIEUWENHOVE, Rik, Rob FAESEN et H. ROLFSON (réd.).  Late medieval mysticism of the Low Countries, New Jersey, Paulist Press, 2008, p. 204.